# Helmut Geuking
Helmut Geuking (nascido em 16 de janeiro de 1964) é um político alemão que é membro do Parlamento Europeu pela Alemanha, em representação do Partido da Família na Alemanha. Ele faz parte do Grupo de Conservadores e Reformistas Europeus e também é membro do Movimento Político Cristão Europeu.